# Palaió Zervochóri
Palaió Zervochóri är en ort i Grekland.   Den ligger i prefekturen Nomós Imathías och regionen Mellersta Makedonien, i den norra delen av landet, 300 km norr om huvudstaden Aten. Palaió Zervochóri ligger 11 meter över havet och antalet invånare är 413.
Terrängen runt Palaió Zervochóri är platt. Runt Palaió Zervochóri är det ganska tätbefolkat, med 72 invånare per kvadratkilometer. Närmaste större samhälle är Véroia, 14,2 km söder om Palaió Zervochóri. Trakten runt Palaió Zervochóri består till största delen av jordbruksmark.